# Валіївка (Луганський район)
Валі́ївка (до 1951 року — хутір Валі́ївка) — село в Україні, у Молодогвардійській міській громаді Луганського району Луганської області. Населення становить 65 осіб.

## Географія
Географічні координати Валіївки: 48°31' пн. ш. 39°29' сх. д. Часовий пояс — UTC+2. Загальна площа села — 0,51 км². Довжина Валіївки з півночі на південь — 0,8 км, зі сходу на захід — 0,4 км.
Село розташоване у східній частині Донбасу за 30 км від міста Сорокине. Через село протікає річка Луганчик.

## Історія
Хутір Валіївка заснований у 1920 році, статус села отримав у 1951 році.
В часи боїв з терористами за Станицю Луганську українські військовики біля Валіївки облаштували блокпост.

## Населення
За даними перепису 2001 року населення села становило 65 осіб, з них 20 % зазначили рідною мову українську, 80 % — російську.